# Tadeusz Frenkiel-Niwieński

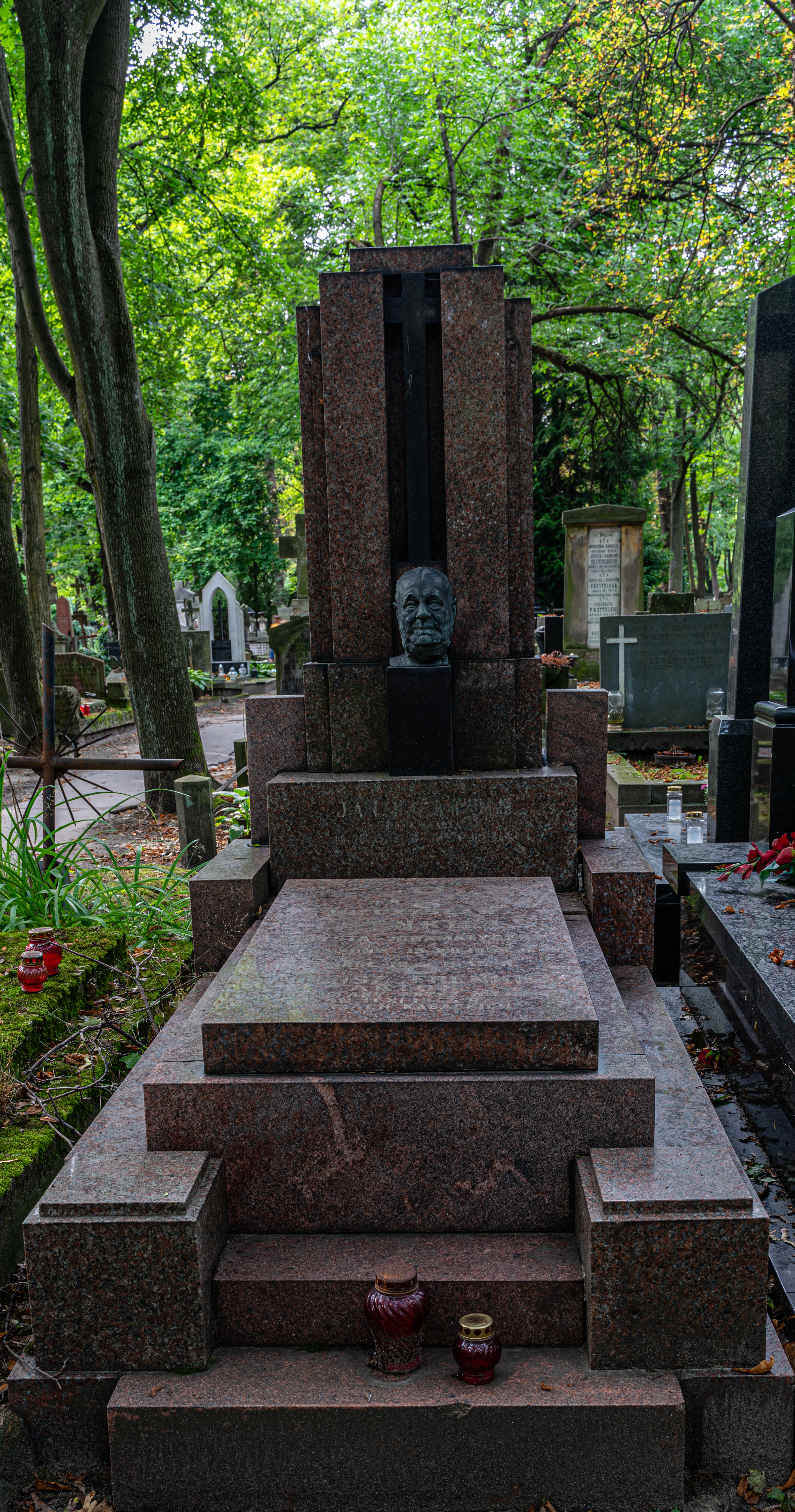
Grób Tadeusza Frenkla-Niwieńskiego na cmentarzu Powązkowskim

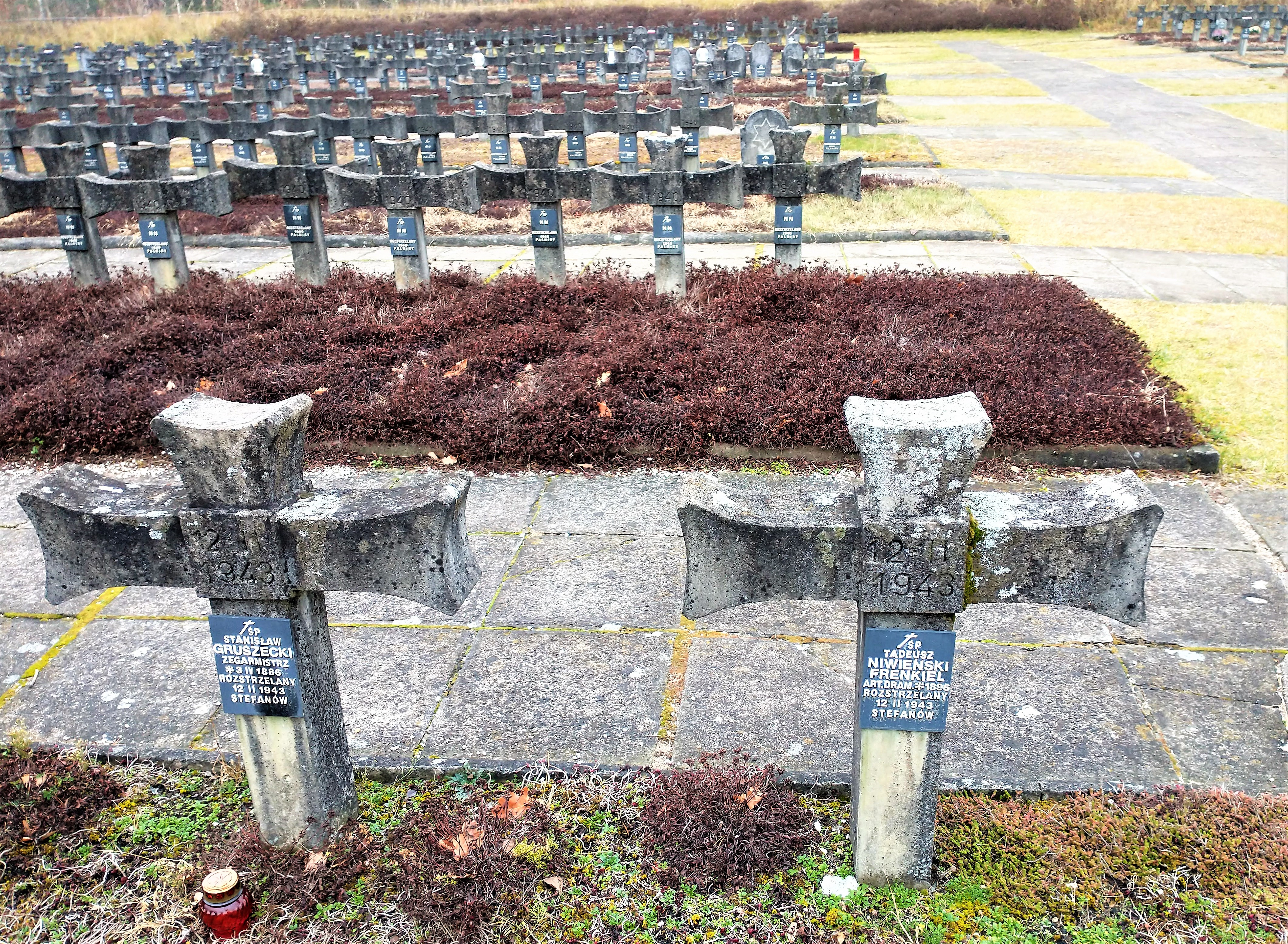
Grób symboliczny na Cmentarzu w Palmirach

Tadeusz Frenkiel-Niwieński (ur. 10 kwietnia 1896 w Warszawie, zm. 12 lutego 1943 w Stefanówce) – polski aktor i reżyser teatralny, autor dramatyczny.

## Życiorys
Syn aktorów Mieczysława Frenkla i Stanisławy Pysznik, mąż aktorki Anieli z Tarnowiczów. Ukończył prywatną szkołę filologiczną Pawła Chrzanowskiego. Przez pewien czas studiował prawo na Uniwersytecie Warszawskim. Debiutował jako aktor Teatru Praskiego 15 I 1919. Następnie grał kolejno w Teatrze Dramatycznym (1919), Praskim (1919−1921), Rozmaitości (1921), Komedia (1922), im. Bogusławskiego (sezon 1922/23), Teatrze Bagatela w Krakowie (1923/24), Miejskich Teatrach Dramatycznych w Warszawie (Narodowym i Letnim) (1923−1931), Teatrze Artystów (1932), kabarecie Femina (1932), ponownie Rozmaitości (1933), Morskie Oko (1933), Nowa Komedia (1933/34), Stara Banda (1934/35), na scenach Towarzystwa Krzewienia Kultury Teatralnej (1935/1936), Teatrze 13 Rzędów (1937) oraz w Narodowym, Letnim i Nowym (1937–1939). Wyreżyserował m.in. I akt Wyzwolenia Stanisława Wyspiańskiego w październiku 1924, Pomysł panny Franciszki Paula Gavaulta, Książę małżonek Julesa Chancela i Leona Xanrofa, Ostatni pocałunek Lajosa Biró. Napisał sztuki Dzień 5 maja 1821, Grzech Napoleona, Premiera pana Karola oraz wraz z Józefem Wójcickim: Kwiat paproci, Apollo w Warszawie, Książę i Faworyci króla. W 1939 opublikował wspomnienia o ojcu Mieczysław Frenkiel.
W czasie II wojny światowej występował w jawnych teatrach Niebieski Motyl i Nowości. Zginął stracony 12 lutego 1943 w egzekucji w Lasach Chojnowskich, w pobliżu Stefanowa koło Piaseczna. Został pochowany na Starych Powązkach w Warszawie (kwatera 52-1-30).

## Role teatralne
- Pelikan w Dziadach Adama Mickiewicza
- Syn w Wyzwoleniu Stanisława Wyspiańskiego
- Janusz w Panu Jowialskim Aleksandra Fredry
- Zbyszek w Moralności pani Dulskiej Gabrieli Zapolskiej
- Jan w Żeglarzu Jerzego Szaniawskiego
- Motyliński w Klubie kawalerów Michała Bałuckiego
- Genio w Panu Damazym Józefa Blizińskiego
- Król Zygmunt August w Królewskim jedynaku Lucjana Rydla

## Filmografia
- 1925: Iwonka jako Bohdan, syn Wyszomirskiego
- 1934: Czarna perła jako członek gangu zatrudniający się jako lokaj Nadolskiego
- 1936: Amerykańska awantura jako Anatol Korda
- 1937: Znachor jako doktor Zygmunt Pawlicki, lekarz w Radoliszkach
- 1937: Ułan księcia Józefa jako Francuz na dworze księcia
- 1937: Dyplomatyczna żona jako reporter radiowy w polskiej wersji filmu
- 1938: Profesor Wilczur jako doktor Zygmunt Pawlicki, lekarz w Radoliszkach
- 1938: Kościuszko pod Racławicami jako hetman Ożarowski
- 1939: U kresu drogi jako antagonista Turwida na kongresie